# 福士敬章
福士 敬章（ふくし ひろあき、1950年12月27日 - 2005年4月13日）は、鳥取県八頭郡智頭町出身のプロ野球選手（投手）。韓国系日本人（1974年に帰化）。
登録名は1978年まで松原 明夫（まつばら あきお）、1979年は福士 明夫。韓国名およびKBOでの登録名は「張 明夫」（チャン・ミョンブ、ハングル：장명부）。
長男はスポーツメーカーのグラブ職人。二男は大相撲朝日山部屋の元力士の大瀬（だいせ）、最高位は三段目19枚目。三男はオフィスキイワード所属でMCタレント、ナレーター、徳島ヴォルティスのスタジアムアナウンス（2015年から2018年まで）を務めていた福士幹朗。

## 経歴
鳥取県立鳥取西高等学校では、エースとして1968年夏の甲子園県予選準決勝に進出するが、米子南高に惜敗。

### 巨人時代
当初は早稲田大学に進学予定だったものの、この頃のドラフト制度では、日本の学校を卒業しても外国籍選手はドラフト会議にかける必要が無かったため新浦壽夫と同様に同年のドラフト外で広島、大洋との争奪戦の末、読売ジャイアンツに入団。
1970年に一軍昇格を果たし、開幕第4戦に先発で起用されるなど川上哲治監督の期待が大きかったが、なかなか結果を出せなかった。

### 南海時代
1973年に富田勝との交換トレードで山内新一と共に南海ホークスへ移籍。同年、野村克也監督のもと、チェンジアップとフォークを武器にローテーションの一角に成長し、7勝を挙げてリーグ優勝に貢献。古巣巨人との日本シリーズにも第3戦で先発。堀内恒夫と投げ合うが5回3失点で降板、敗戦投手となる。ちなみにトレードの際、川上が「移籍して活躍したら返す」という条件で野村に松原（当時）を渡したこともあって巨人復帰は容易だったが、松原本人は「裏切られた」と思っており復帰を拒否したという。

### 広島時代
1977年に広島東洋カープの古葉竹識監督の希望により、金城基泰との交換トレードで門田純良と共に広島に移籍。球速も上がり、制球力も向上する。
1978年から先発投手として活躍し、15勝を2度マーク。
1980年、勝率.714でリーグ1位。
1979年・1980年の連続日本一にも貢献し、カープ黄金期の一翼を担った。"江夏の21球"で知られる近鉄との1979年の日本シリーズ第7戦で江夏の前に投げた投手である。このシリーズでは3試合に登板、第4戦では井本隆と投げ合い完投勝利を飾る。
1980年の近鉄との日本シリーズでも3試合に登板。第3戦で先発し7回を3点に抑え、江夏につないでチームの勝利に貢献。第6戦では村田辰美に投げ勝ち完投勝利を収める。
1982年、7月10日の巨人戦（後楽園球場）でセーフティーバントを試みて一塁へ駆け込んだ瞬間に腰を痛めるなどして、わずか3勝に終わると同年限りで退団。

### KBO時代
1983年に本名の張明夫の登録名で、創設2年目の韓国プロ野球・三美スーパースターズに入団。契約金、年俸ともに4000万ウォン(約1400万円、当時）。当時の韓国球界ではこれが上限の金額だった。「今行かなければ、チャンスは今後訪れないかもしれない。まだボールの切れで勝負できるうちにと思って。母国で野球をやることができるのなら、金額についてそれほどこだわりはない」と渡韓の決意を語った。
同年登板60試合で36完投、427イニング1/3投球、30勝16敗6セーブと驚異的な成績で最多勝を獲得。当時の韓国プロ野球の試合数は前後期制の100試合で、この年の三美の成績は52勝47敗1引き分けで3位だった。チームの試合と勝利のおよそ60%を担い、前年の前後期制80試合で15勝65敗の最下位だったチームをAクラスに引き上げる、文字通りの牽引役になった。この36完投、30勝は現在でも韓国プロ野球記録であり、また創成期の韓国プロ野球のレベルを物語るエピソードである。
- この凄まじい記録の裏側には、シーズン前、球団社長が「30勝をすれば、1億ウォン（当時のレートで約2500万円）のボーナスを追加してくれる」という言質があった。社長はまさか100試合制で30勝が可能だとは思わず出した発言だったが、これを口頭契約と信じ込んだ福士は30勝を満たそうと状況を問わず、勝利のチャンスがあれば登板して投げ込んだ。しかし、目標を達成しようという焦りから、降板を巡って首脳陣と言い争いをすることもあった。しかし、記録の達成を目にした社長が、オーナーの裁可もなしで発した自分の一言に責任を避けようと、上述の「1億ウォンのボーナス」発言について知らないふりをしたため、福士は球団に対して不信感を持つようになった。

1984年もスーパースターズと契約して試合には出たが、すでに意欲を喪失していた。前年の疲労も溜まっており、投げ出しに近い状態で負けを重ね、13勝20敗と成績を落とした。また、同年から投手コーチも兼任し始めたが、他球団からトレードで獲得した3選手の育成に失敗した事も影響し、チームは最下位に逆戻りした。
1985年も同じような投球で11勝は挙げたが、シーズン25敗の韓国記録を作る。
1986年にピングレ・イーグルスに移籍。年齢から来る衰えに逆らえず、1勝18敗の惨たんたる成績に終わり、同年のシーズン中に現役引退。
当時の韓国プロ野球投手は力任せの投球が主流だったが、福士は日本のプロ野球で養われた打者との駆け引きの巧さで力を省く技術を韓国プロ野球に伝えレベルアップに貢献した。韓国では一見茫洋とした顔つきな上、一度も内角に投げなかったこと（オープン戦で打者に当てて強いブーイングを浴びたため）から悪賢いというイメージをもたれ「ノグリ(너구리)（タヌキ）」というニックネームがついた。
その一方で福士自身は前述の力任せの投球やラフプレーの多さを見て「日本のプロ野球の方が何年も先輩なのだから見習っても良いのではないか」と感じていたという。

### 引退後
その後、福士は家族と共に日本へ帰国しようとしたものの韓国在住時に詐欺の被害に遭っていたことや、借金の連帯保証人になっていたことに伴う税金滞納で帰国する事ができず、以降高等学校や三星ライオンズでのインストラクター、韓国球界を取り上げる雑誌の評論家を経てロッテ・ジャイアンツのコーチを務めたが1991年5月に麻薬所持および使用の疑いで韓国警察に逮捕され、韓国球界から永久追放された。
その後は日本に帰国し、2003年頃から実母の郷里でもある和歌山県みなべ町で麻雀店を営みながら生活していたが、2005年4月13日に急死した。福士は経営する店で知人に体調不良を訴え、ソファに横になり、そのまま冷たくなっていたという。満54歳没。
2020年1月16日から19日にかけて、武蔵野美術大学で福士の生涯を追ったドキュメンタリー映画「玄界灘の落ち葉」が上映された。

## 人物
王貞治と公式戦で対戦した最後の投手である（結果はセカンドフライ）。
"ブラッシュボールの名手"として知られ、そのボールを投げると相手ベンチから「来た!!」の声が一斉に上がった。カープファン・二宮清純は、血の気が多い、いつも乱闘の中心にいたと、福士を忘れられない選手として挙げているが、普段は家族想いの物静かな性格だったといわれている。
南海時代の1974年に結婚しており、1978年に婿養子になった事で松原明夫から福士明夫、それに伴い名字と運勢のいい名前にしようと考えた事から翌1980年に福士敬章と改名している。

## 映画
ドキュメンタリー映画「張明夫、玄界灘の落ち葉」監督：李泳坤（2020年）

## 詳細情報

### 年度別投手成績
| 年 度     | 球 団     | 登 板 | 先 発 | 完 投 | 完 封 | 無 四 球 | 勝 利 | 敗 戦 | セ 丨 ブ | ホ 丨 ル ド | 勝 率 | 打 者 | 投 球 回 | 被 安 打 | 被 本 塁 打 | 与 四 球 | 敬 遠 | 与 死 球 | 奪 三 振 | 暴 投 | ボ 丨 ク | 失 点 | 自 責 点 | 防 御 率 | W H I P |
| --------- | --------- | ----- | ----- | ----- | ----- | -------- | ----- | ----- | -------- | ----------- | ----- | ----- | -------- | -------- | ----------- | -------- | ----- | -------- | -------- | ----- | -------- | ----- | -------- | -------- | ------- |
| 1970      | 巨人      | 11    | 6     | 0     | 0     | 0        | 0     | 3     | --       | --          | .000  | 177   | 40.2     | 38       | 4           | 16       | 1     | 2        | 32       | 0     | 0        | 17    | 14       | 3.07     | 1.33    |
| 1971      | 巨人      | 2     | 1     | 0     | 0     | 0        | 0     | 0     | --       | --          | ----  | 29    | 7.1      | 6        | 1           | 3        | 0     | 0        | 6        | 1     | 0        | 4     | 4        | 5.14     | 1.23    |
| 1972      | 巨人      | 5     | 2     | 0     | 0     | 0        | 0     | 0     | --       | --          | ----  | 46    | 9.0      | 17       | 4           | 4        | 0     | 0        | 2        | 0     | 0        | 10    | 8        | 8.00     | 2.33    |
| 1973      | 南海      | 27    | 18    | 6     | 1     | 0        | 7     | 7     | --       | --          | .500  | 592   | 140.2    | 130      | 10          | 66       | 1     | 7        | 56       | 1     | 4        | 56    | 45       | 2.87     | 1.39    |
| 1974      | 南海      | 26    | 18    | 5     | 2     | 0        | 9     | 6     | 0        | --          | .600  | 581   | 139.1    | 130      | 10          | 43       | 0     | 0        | 59       | 2     | 2        | 53    | 47       | 3.04     | 1.24    |
| 1975      | 南海      | 32    | 21    | 11    | 4     | 1        | 11    | 12    | 0        | --          | .478  | 769   | 188.2    | 185      | 10          | 58       | 2     | 2        | 66       | 1     | 0        | 75    | 63       | 3.00     | 1.29    |
| 1976      | 南海      | 24    | 17    | 3     | 0     | 0        | 6     | 7     | 1        | --          | .462  | 486   | 115.0    | 120      | 13          | 37       | 0     | 7        | 23       | 3     | 1        | 47    | 47       | 3.68     | 1.37    |
| 1977      | 広島      | 46    | 6     | 0     | 0     | 0        | 6     | 6     | 5        | --          | .500  | 461   | 100.1    | 129      | 11          | 41       | 6     | 4        | 39       | 3     | 0        | 59    | 57       | 5.13     | 1.69    |
| 1978      | 広島      | 41    | 32    | 12    | 2     | 1        | 15    | 8     | 0        | --          | .652  | 972   | 230.0    | 236      | 23          | 70       | 2     | 5        | 94       | 1     | 0        | 96    | 92       | 3.60     | 1.33    |
| 1979      | 広島      | 37    | 25    | 4     | 1     | 1        | 7     | 9     | 1        | --          | .438  | 674   | 163.2    | 156      | 24          | 44       | 1     | 3        | 109      | 1     | 0        | 78    | 65       | 3.57     | 1.22    |
| 1980      | 広島      | 31    | 28    | 8     | 1     | 1        | 15    | 6     | 0        | --          | .714  | 791   | 187.0    | 195      | 28          | 52       | 2     | 3        | 106      | 1     | 0        | 84    | 82       | 3.95     | 1.32    |
| 1981      | 広島      | 35    | 28    | 7     | 1     | 0        | 12    | 9     | 0        | --          | .571  | 871   | 201.1    | 211      | 22          | 76       | 6     | 5        | 116      | 2     | 0        | 99    | 90       | 4.03     | 1.43    |
| 1982      | 広島      | 22    | 15    | 5     | 1     | 0        | 3     | 11    | 2        | --          | .214  | 472   | 111.1    | 113      | 21          | 41       | 4     | 2        | 77       | 0     | 0        | 62    | 55       | 4.46     | 1.38    |
| 1983      | 三美 青宝 | 60    | 44    | 36    | 6     | 2        | 30    | 16    | 6        | --          | .652  | 1712  | 427.1    | 388      | 19          | 106      | 6     | 16       | 220      | 6     | 1        | 138   | 111      | 2.34     | 1.16    |
| 1984      | 三美 青宝 | 45    | 25    | 15    | 2     | 3        | 13    | 20    | 7        | --          | .394  | 1074  | 261.2    | 261      | 20          | 66       | 7     | 6        | 145      | 3     | 0        | 111   | 96       | 3.30     | 1.25    |
| 1985      | 三美 青宝 | 45    | 35    | 10    | 0     | 0        | 11    | 25    | 5        | --          | .306  | 1117  | 246.0    | 304      | 22          | 100      | 7     | 12       | 128      | 5     | 0        | 175   | 145      | 5.30     | 1.64    |
| 1986      | ピングレ  | 22    | 17    | 3     | 0     | 1        | 1     | 18    | 0        | --          | .053  | 493   | 108.1    | 130      | 12          | 41       | 1     | 9        | 48       | 2     | 2        | 71    | 60       | 4.98     | 1.58    |
| NPB：13年 | NPB：13年 | 339   | 217   | 61    | 13    | 4        | 91    | 84    | 9        | --          | .520  | 6921  | 1634.1   | 1666     | 181         | 551      | 25    | 40       | 785      | 16    | 7        | 740   | 669      | 3.68     | 1.36    |
| KBO：4年  | KBO：4年  | 172   | 121   | 64    | 8     | 6        | 55    | 79    | 18       | --          | .410  | 4396  | 1043.1   | 1083     | 73          | 313      | 21    | 43       | 541      | 16    | 3        | 541   | 495      | 3.55     | 1.34    |

- 各年度の太字はリーグ最高、赤太字はKBOにおける歴代最高
- 三美（三美スーパースターズ）は、1985年途中に青宝（青宝ピントゥス）に球団名を変更

### タイトル
NPB
- 最高勝率：1回 （1980年）

KBO
- 最多勝利：1回 （1983年）
- 最多奪三振：1回 （1983年）

### 表彰
KBO
- ゴールデングラブ賞：1回 （1983年）

### 記録
NPB
- オールスターゲーム出場：3回 （1978年、1980年、1981年）

### 背番号
- 46 （1969年）
- 28 （1970年 - 1972年）
- 34 （1973年 - 1976年、1983年 - 1984年）
- 18 （1977年 - 1982年、 1985年）
- 19 （1986年）

### 登録名
- 松原 明夫 （まつばら あきお、1969年 - 1978年）
- 福士 明夫 （ふくし あきお、1979年）
- 福士 敬章 （ふくし ひろあき、1979年 - 1982年）
- 張 明夫 （チャン・ミョンブ、1983年 - 1986年）